# Lélio Teixeira
Lélio Márcio Teixeira, mais conhecido como Lélio Teixeira (Santa Fé do Sul, 3 de novembro de 1957), é um radialista e apresentador do programa Na Geral.

## Biografia
Natural de Santa Fé do Sul, Lélio Teixeira iniciou sua carreira quando tinha apenas 12 anos, como sonoplasta da Rádio Santa Fé. Aos 17, mudou-se para a capital paulista, onde trabalhou na Rede Globo e no Studio Free.
Foi contratado em 1977 pela Rádio Excelsior, iniciando na discoteca e passando para a programação musical. Trabalhou ainda na Rádio Difusora, antes de se aventurar nos Estados Unidos, onde morou por aproximadamente dois anos.
Quando retornou ao Brasil, foi contratado pela Manchete FM, no Rio de Janeiro, para ser o diretor de programação da emissora. Neste período em que morou na Cidade Maravilhosa, Lélio produziu e dirigiu um dos primeiros programas de clipes musicais do Brasil. Voltou para São Paulo para ser diretor da Transamérica FM. Passou depois pela Jovem Pan FM, Nova FM Record, FM 97 Rock, Brasil 2000.
Em 1999, criou o programa Na Geral, juntamente com Beto Hora e José Paulo da Glória, inicialmente transmitido pela Rádio Brasil 2000 FM e posteriormente na Rádio Bandeirantes de 2002 à 2016. No programa, Lélio, junto com seus colegas, analisa os jogos de futebol de maneira bem humorada, apresentando suas opniões e interagindo com os ouvintes.
Em 2005, passou a apresentar o Esporte Total na Geral, na TV Bandeirantes, com seus companheiros de rádio mas, posteriormente o programa foi cancelado. Atualmente, continua apresentando o programa.
Em 26 de outubro de 2016 foi ao ar o último programa "Na Geral" na Rádio Bandeirantes. O programa com o trio retornou ao ar na terça, 1º de novembro, na 105.1 FM de Jundiaí e Tri FM 105.5 de Santos.
O programa Na Geral passou então a ser transmitido na Rádio Kiss FM 92.5 em 1 de Junho de 2018, onde permanece atualmente.